# Schlicker Seespitze
Die Schlicker Seespitze ist mit 2804 m ü. A. der höchste Gipfel der Kalkkögel in den Stubaier Alpen, zugleich auch der südwestliche Eckpfeiler der Kalkkögel-Kette. Der als äußerst brüchig bekannte Berg gilt als guter Aussichtspunkt.
Von der Schlicker Seite präsentiert er sich als zerklüftetes Felsmassiv mit massigem Südgrat, auf dem die Felstürme der Schlicker Manndln sitzen, von der anderen Seite als brüchige, zerrissene Erhebung über den Schotterreisen.
Markant ist der abgesetzte Seejochturm über dem Seejöchl.

## Anstiege
Vom Seejöchl (Zugang von der Adolf-Pichler-Hütte oder von der Schlick) führt ein gut markierter Steig im Schwierigkeitsgrad I (UIAA) durch schottriges Gelände empor zur Seespitzscharte zwischen Seespitze und Riepenwand, über den Nordgrat und über ihn kurz zum Gipfel. Zu beachten ist die Steinschlaggefahr, der man während des gesamten Aufstiegs ausgesetzt ist.
Darüber hinaus gibt es mehrere alpine Kletterrouten bis zum Schwierigkeitsgrad VII+, von denen einige von namhaften Alpinisten wie Ludwig Purtscheller, Andreas Orgler und Mathias Rebitsch erschlossen wurden. Beliebt ist die Überschreitung der Schlicker Manndln, die vom Schlicker Schartl im Schwierigkeitsgrad IV zum Gipfel führt.

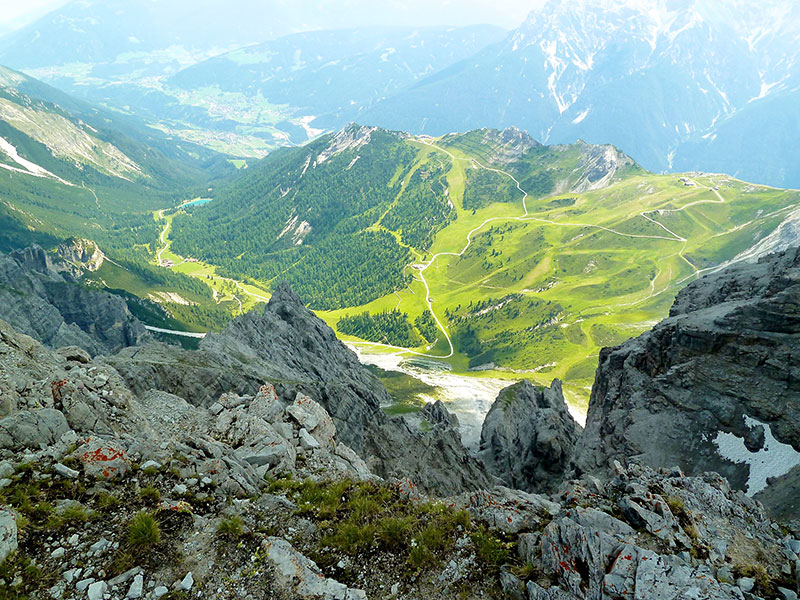
Am Gipfel mit Blick zur Schlick
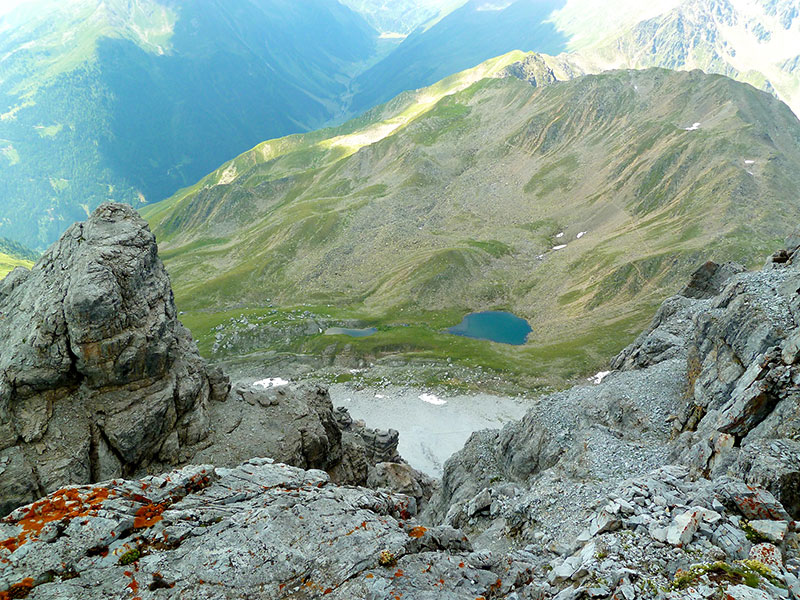
Am Gipfel mit Blick zum Schlicker See
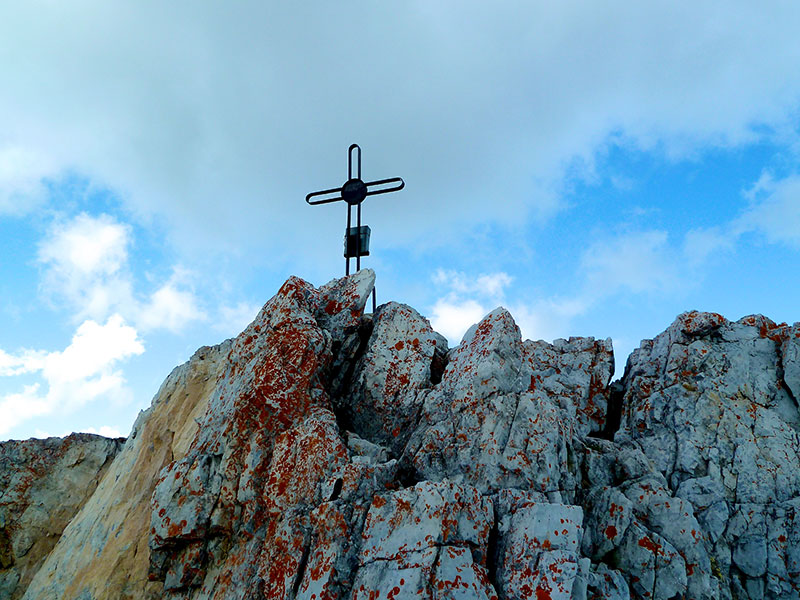
Das kleine Gipfelkreuz